# Unai Elgezabal
Unai Elgezabal Udondo (Urduliz, 25 aprile 1993) è un calciatore spagnolo, difensore del Levante.

## Caratteristiche tecniche
È un difensore centrale.

## Carriera
Nel 2012 è stato acquistato dall'Athletic Bilbao che lo ha relegato per due stagioni alla squadra di riserva, il Baskonia.
Dopo alcune stagioni disputate fra terza e quarta divisione spagnola, nel 2016 è stato acquistato dall'Eibar.

## Palmarès

### Club

#### Competizioni nazionali
- Segunda División: 1

Levante: 2024-2025